# 中江陽三
中江 陽三（なかえ ようぞう、1932年6月15日 - ）は、元NHKアナウンサー。現在はフリー。

## 来歴
1932年、滋賀県犬上郡多賀町に生まれる。1945年、東京高等師範学校附属小学校（現・筑波大学附属小学校）卒業。1948年、東京高等師範学校附属中学校（現・筑波大学附属中学校）卒業（特別科学学級在籍）。1951年、東京教育大学附属高等学校（現・筑波大学附属高等学校）卒業。1956年、慶應義塾大学経済学部卒業。日本放送協会入局。
NHK総合テレビの『連想ゲーム』、『ゲーム ホントにホント?』、『NHK紅白歌合戦』、『歌のゴールデンステージ』などの娯楽番組の司会者を務め、明るいが落ち着いた語り口で人気を集めた。NHKを定年退職後も『ひるの散歩道』、NHK-FM『ひるの歌謡曲』の司会・DJなどとして活躍し、NHKラジオ第1放送『真打ち競演』（渋谷放送センター収録分）の司会は2015年末まで務めた。

## 人物
- 清宮克幸（ジャパンラグビートップリーグ・ヤマハ発動機ジュビロ監督） - 中江の娘が清宮夫人、つまり清宮は中江の義理の息子である[2]。
- プロ野球選手の清宮幸太郎は、孫に当たる[3]。